# Петровск (Саратовска област)
Петровск (на руски: Петровск) е град в Русия, административен център на Петровски район, Саратовска област. Населението му към 1 януари 2018 година е 28 893 души.